# Communauté de communes FerCher
Die Communauté de communes FerCher (vormals Communauté de communes Fercher Pays Florentais) ist ein französischer Gemeindeverband mit der Rechtsform einer Communauté de communes im Département Cher in der Region Centre-Val de Loire. Sie wurde am 29. Dezember 2000 gegründet und umfasst neun Gemeinden. Der Verwaltungssitz befindet sich im Ort Saint-Florent-sur-Cher.

## Mitgliedsgemeinden
| Gemeinde                       | Einwohner 1. Januar 2022 | Fläche km² | Dichte Einw./km² | Code INSEE | Postleitzahl |
| ------------------------------ | ------------------------ | ---------- | ---------------- | ---------- | ------------ |
| Civray                         | 918                      | 40,87      | 22               | 18066      | 18290        |
| Lunery                         | 1.522                    | 32,87      | 46               | 18133      | 18400        |
| Mareuil-sur-Arnon              | 476                      | 25,89      | 18               | 18137      | 18290        |
| Plou                           | 533                      | 33,21      | 16               | 18181      | 18290        |
| Primelles                      | 193                      | 26,57      | 7                | 18188      | 18400        |
| Saint-Caprais                  | 757                      | 14,42      | 52               | 18201      | 18400        |
| Saint-Florent-sur-Cher         | 6.416                    | 22,41      | 286              | 18207      | 18400        |
| Saugy                          | 78                       | 9,63       | 8                | 18244      | 18290        |
| Villeneuve-sur-Cher            | 403                      | 26,13      | 15               | 18285      | 18400        |
| Communauté de communes FerCher | 11.296                   | 232,00     | 49               | –          | –            |